# Elachiptera popovi
Elachiptera popovi är en tvåvingeart som beskrevs av Nartshuk 1962. Elachiptera popovi ingår i släktet Elachiptera och familjen fritflugor. Inga underarter finns listade i Catalogue of Life.